# 采尔宁
采尔宁是德国下萨克森州的一个市镇。总面积51.55平方公里，总人口1595人，其中男性811人，女性784人（2011年12月31日），人口密度31人/平方公里。